# Gain d'antenne
Pour les articles homonymes, voir Gain.
Pour un article plus général, voir Gain (électronique).

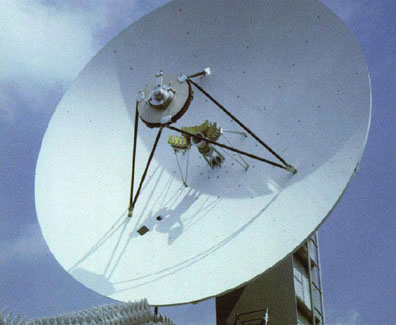
Antenne

Le gain d'antenne est la propriété d'une antenne qui quantifie sa capacité à rayonner l'énergie électromagnétique dans l'espace. Le gain est ainsi une fonction de l'espace et de la fréquence. Le gain est une combinaison de la directivité et de l'efficacité de rayonnement.
La représentation graphique du gain est un diagramme de rayonnement.
De manière contre-intuitive, le gain d'antenne n'est pas un gain au sens électronique, dans la mesure où une antenne est un système passif qui ne fait que répartir l'énergie électromagnétique dans l'espace.

## Définition

### Définition directe
Dans un repère sphérique, l'intensité de rayonnement {\displaystyle U_{ant}\left(\theta ,\phi \right)} est définie comme la densité de puissance par angle solide rayonnée par l'antenne, exprimée en W/stéradian.
Le gain d'antenne est alors défini comme le rapport entre {\displaystyle U_{ant}\left(\theta ,\phi \right)}, et {\displaystyle U_{ref}\left(\theta ,\phi \right)} l'intensité de rayonnement d'une antenne de référence isotrope. Par définition de l'antenne isotrope, on a {\displaystyle U_{ref}\left(\theta ,\phi \right)={\frac {P_{i}}{4\pi }}}, où {\textstyle P_{i}} est la puissance électrique admise par l'antenne après d'éventuelles pertes de désadaptation, exprimée en Watts. Ainsi,
{\displaystyle G=4\pi {\frac {U\left(\theta ,\phi \right)}{P_{i}}}}
Le gain est une grandeur sans dimension physique et ne porte pas d'unité. Cependant le gain est en pratique exprimé en décibel isotrope, noté dBi :
{\displaystyle G_{dBi}=10log_{10}\left(G\right)=10log_{10}\left(4\pi {\frac {U\left(\theta ,\phi \right)}{P_{i}}}\right)}
Par définition, le gain de l'antenne isotrope est de 1, ou 0 dBi.

### Définition alternative
Le gain peut être défini directement via la directivité {\displaystyle D} et l'efficacité de rayonnement {\displaystyle \eta } :
{\displaystyle G=\eta D}

## Exemple de valeurs

### Antennes paraboliques
Les paraboles standard pour la télévision par satellite, à la fréquence 12,75 GHz, (entre parenthèses : le gain à 2,4 GHz) et pour un rendement habituel de 69 % (45 %) apportent :
- 60 cm : 36,8 dB (20,5 dB) ;
- 80 cm : 38,5 dB (22,5 dB) ;
- 90 cm : 39,5 dB (23,5 dB) ;
- 120 cm : 42 dB (26,5 dB).

Quelques règles simples :
- chaque fois que le diamètre est doublé, le gain augmente de 6 dB ;
- chaque fois que l'on ajoute 12,24 % au diamètre précédent, le gain augmente d'1 dB.

En télévision par satellite, une parabole grand public fournit un gain dBi qui dépend de l'angle de décalage (offset), par exemple approchant les 23° sur parabole classique de 60 × 65 cm. Les rendements peuvent atteindre 72 % sur des antennes offset et même 80 % sur du subréflecteur à illumination Cassegrain et Grégory.

#### Formule empirique pour les antennes directives
Concernant les antennes directives, il existe une loi empirique pour estimer le gain d'une antenne en fonction de sa directivité :
{\displaystyle G=10.\log \left({\frac {41000}{\theta _{a}.\theta _{e}}}\right)}
G = gain estimé de l'antenne en dBi ;
{\displaystyle \theta _{a}} = angle d'ouverture -3 dB de l'antenne en azimut (en degrés) ;
{\displaystyle \theta _{e}} = angle d'ouverture -3 dB de l'antenne en élévation (en degrés).
Cette estimation n'est valable que pour des angles inférieurs à 90° et pour des antennes dont le lobe principal se distingue nettement des lobes secondaires.

## Mesure du gain d'antenne
Le gain peut être mesuré en chambre anéchoïque radioélectrique, constituée d'une salle métallique garnie de matériaux absorbants (mousses graphitées, par exemple), en utilisant un mesureur de champ et une antenne de référence (antenne dipolaire, antenne cornet en général). Cette salle doit être assez grande pour faire les mesures en champ lointain, sinon, on utilise, pour des antennes micro-ondes à grand gain ou des antennes de fréquences basses, des bases de mesure d'antenne.
Une base de mesure est constituée d'un point d'émission et un point de réception, munis d'une antenne de référence et de l'antenne à mesurer, sur une mécanique tournante. La distance doit être suffisante pour être en champ lointain vis-à-vis du gain à mesurer. Pour des antennes à très grand gain, des distances de plusieurs kilomètres peuvent être nécessaires (champs autour d'une antenne). Idéalement le sol doit être assez loin pour éviter les trajets multiples. En micro-ondes, des mâts élevés suffisent mais, en HF ou MF, le sol est toujours perturbateur.